# Gleipner

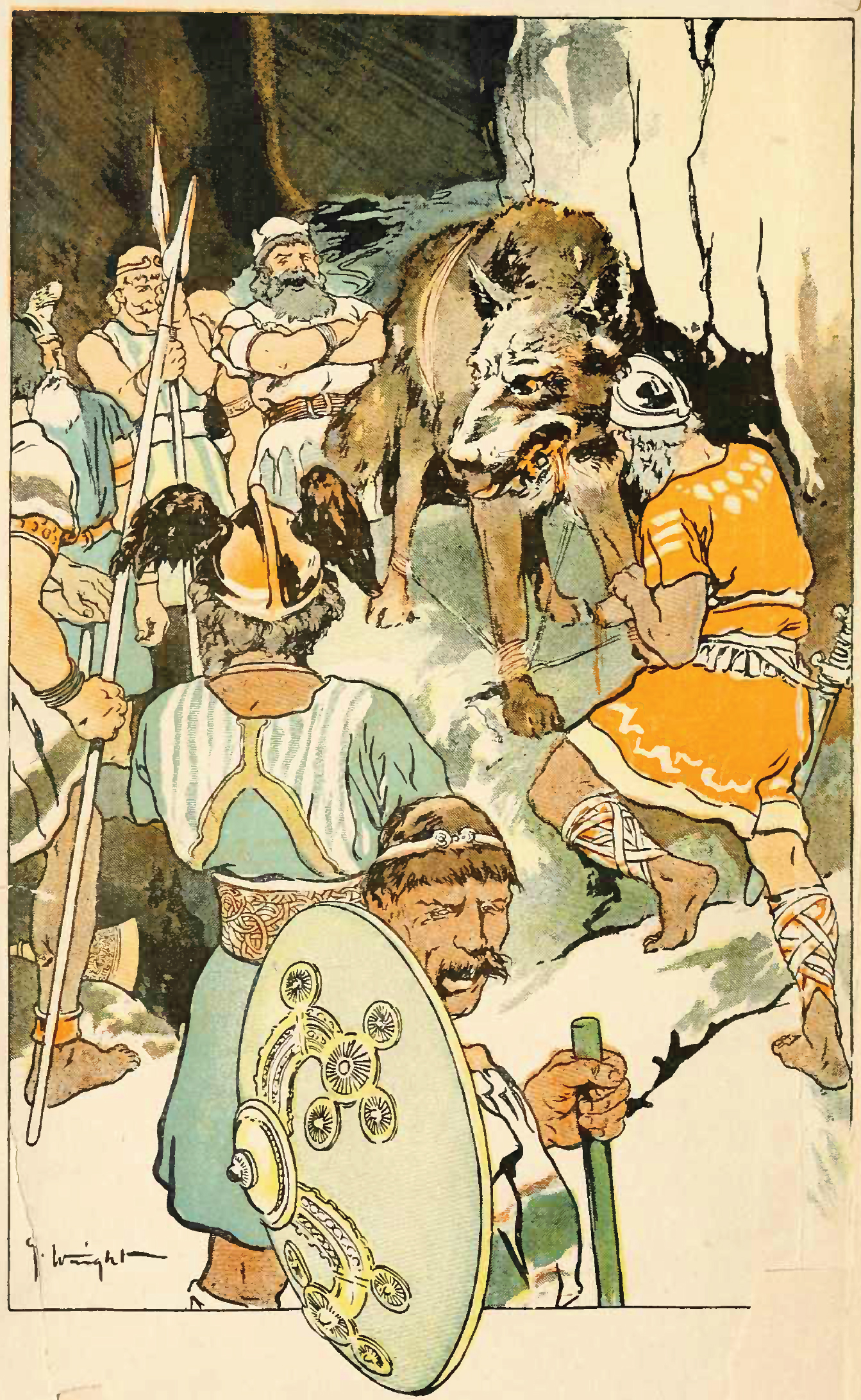
Fenrisulven binds. Bild av George Wright, 1908.

Gleipner eller Gleipne (fornnordiska: Gleipnir, troligen besläktat med glipa, ”liten öppning”) är den boja i nordisk mytologi med vilken Fenrisulven är bunden. På Odens begäran tillverkade dvärgar Gleipner med hjälp av sin trolldom. Repet är gjort av det vi inte kan se eller höra: ljudet av kattens buller, björnens senor, kvinnoskägg, bergens rötter, fiskens andedräkt och fågelspott samt är tunt som silke, men starkare än alla andra länkar.
Repet är oförstörbart, men i Ragnarök kommer Fenrisulven att bryta sig loss. Först prövades de starkaste kedjor som gudarna kunde finna men dessa var inte starka nog att hålla fast Fenrisulven så därför bad gudarna svartdvärgarna (svartalf) om hjälp. För att binda Fenrisulven var gudarna tvungna att vinna ulvens förtroende och hjälten Tyr offrar då sin ena hand i ulvens gap så de andra kunde binda fast Fenrisulven.

## Källskrifterna

### Gylfaginning
Gleipner omtalas i Snorre Sturlassons Gylfaginning, kapitel 25 (om guden Tyr) samt utförligast i kapitel 34 (om Lokes barn). Sedan asarna två gånger hade misslyckats med att binda Fenrisulven sände de, enligt Snorre, bud till några dvärgar i Svartalfaheim och bad dem att med trolldom smida en fjätter så stark att ulven inte kunde bryta sig lös. Fjättern fick namnet Gleipner:
| Den gjordes av sex delar, av kattbuller och kvinnoskägg och bergsrot och björnsenor och av fiskens andedräkt och av fågelspott – och fastän du inte förut har hört dessa tidender, kan du snart finna sannstyrkt att det inte har ljugits för dig; du har väl märkt att kvinnor inte ha skägg och att det inte blir något buller då katten springer, och det finns inga rötter under berget, och det kan jag försäkra, att lika sant är allt det som jag har sagt dig, fast det är en del saker som du inte kan utröna. | Hann var gjǫrr af sex hlutum: af dyn kattarins ok af skeggi konunnar ok af rótum bjargsins ok af sinum bjarnarins ok af anda fisksins ok af fogls hráka. Ok þóttu vitir eigi áðr þessi tíðindi, þá máttu nú finna skjótt hér sǫnn dœmi at eigi er logit at þér: sét muntþu hafa at konan hefir ekki skegg ok engi dynr verðr af hlaupi kattarins ok eigi eru rœtr undir bjarginu, ok þat veit trúa mín at jafnsatt er þat allt er ek hefi sagt þér þótt þeir sé sumir hlutir er þú mátt eigi reyna. |  |

### Litla Skálda
Snorres källa tycks ha varit Litla Skálda, en lärobok i poetik (skaldekonst), som Snorre kan ha läst då han gick i skolan på Oddi. I kapitlet Frá Fenrisúlfi räknas Gleipners beståndsdelar upp, men här i bunden form:
| Av kattens klamp, av kvinnans skägg, av fiskens andedräkt, fågelns mjölk, av bergens rötter och björnens senor, av sådant man smidde Gleipner. | Ór kattar dyn ok ór konu skeggi, ór fisks anda ok ór fugla mjólk, ór bergs rótum ok ór bjarnar sinum, ór því var hann Gleipnir gǫrr. |  |

Snorre har i sin prosaparafras bytt ut ”fågelmjölk” (fugla mjólk) mot ”fågelspott” (fugls hráki) samt kastat om ordningsföljden i några av raderna. De flesta av Gleipners beståndsdelar är motsägelser i sig själva, eller sådant som inte finns (eftersom materialet ”förbrukades” då Gleipner smiddes, enligt Snorre) – men ”björnens senor” (bjarnar sinum) faller helt utanför ramen. Enligt Ohlmarks har de ”troligen medtagits som det enda intelligibla substratet, till vilket allt det övriga kunde läggas: Gleipnir har helt enkelt haft utseende av björnsenor.” Möjligt är väl också att texten här är förvanskad och från början har haft en annan lydelse.
Det har gissats att strofen kommer från en nu förlorad dikt om Fenrisulven, *Fenrisljóð. Vad som kan tala för detta är att det, utan stora omflyttningar av orden i den parafraserande prosan, har visat sig vara möjligt att rekonstruera ytterligare ett par strofer ur den förmodade dikten. Ett sådant rekonstruktionsförsök gjordes av Åke Ohlmarks, 1956.

## Namnet
Namnet Gleipnir betyder enligt Finnur Jónsson ”slukaren”, till gleypa, ”sluka, svälja, glufsa ner”, men kan antagligen också höra ihop med det besläktade glepja, ”förvirra”, ”förhäxa”. Det skulle då anknyta till den trolldom varmed fjättern skapades. (Glepja einhverjum sýn kan exempelvis betyda ”förvända synen på någon”.) Guðbrandur Vigfússon ger däremot översättningen ”den smidiga” (the Lissom), vilket stämmer med Snorres beskrivning: ”Fjättern blev slät och mjuk som ett sidenband”.
De två fjättrar som smiddes först men inte höll, hette Lœðingr (i Codex Regius stavat Levðingr) och Drómi. Vigfússon antar att Lœðingr kommer av verbet lœðask (læðask) ”smyga, lista sig på någon, krypa”,
medan Drómi skulle vara samma ord som det svenska ”drum” (trådändar som sitter kvar i vävstolen sedan väven har klippts ner), på engelska thrums. Inget av namnen ger intryck av de mäktiga kättingar som Snorre målar upp. Om översättningen är riktig verkar Drómi vara tillverkad av oanvändbara stumpar; ungefär som Skidbladner snickrades av spånor och Nagelfar av döda mäns naglar.